# Islam en Arabie saoudite

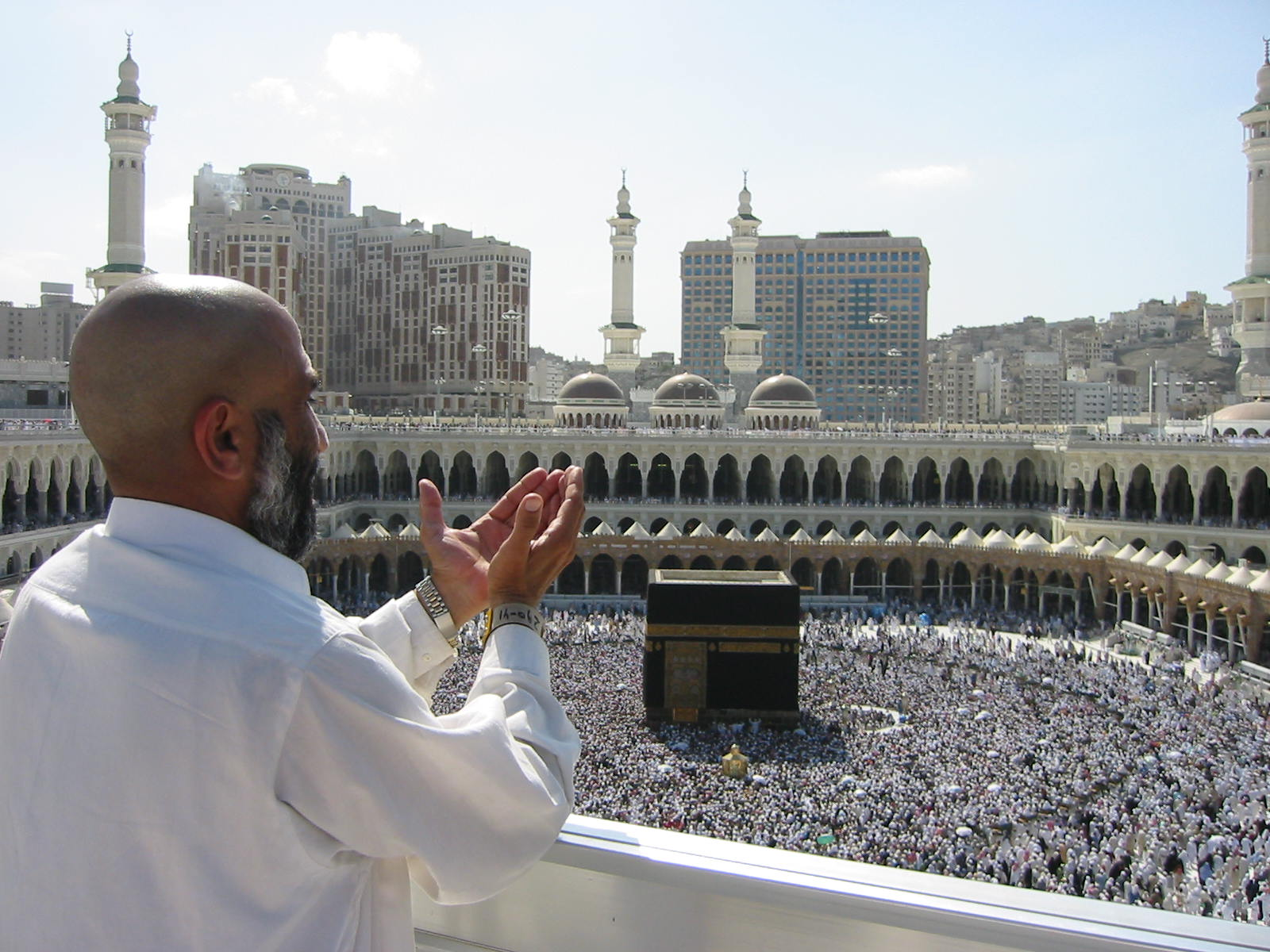
La kaaba, au milieu des pèlerins, à La Mecque

L'islam sunnite est la religion officielle du royaume d'Arabie saoudite, le berceau de l'islam. À Médine, Mahomet unifia les diverses tribus de la péninsule Arabique. Aujourd'hui, parmi les courants de pensée musulmans, c'est l'école hanbalite qui prévaut en Arabie saoudite officiellement. Neanmoins  il y existe une importante minorité chiite (autour de 9 % de la population) et des organisations soufis, plus ou moins organisées. L'État d'Arabie saoudite fut créé en 1932, alors que régnait la dynastie ibn Saoud. Les chiites duodécimains à l'Est de l'Arabie saoudite, et dans le Sud, des chiites qui se rattachent au Zaïdisme sont les deux courants du chiismes qui y sont présents. Des pèlerins musulmans du monde entier viennent faire le hadj à La Mecque. Le hadj fait partie des cinq piliers de l'islam.

## Histoire
Mahomet a vécu à La Mecque jusqu'à l'Hégire. Après l'Hégire, à Médine, il devint un chef religieux mais aussi un souverain qui n'hésitait pas à combattre les tribus ennemies. Il parvint néanmoins à unir sous son égide toutes les tribus d'Arabie à sa mort, en 632. À ce moment-là, toute la péninsule Arabique était musulmane. L'expansion de l'islam se poursuivit autour de la péninsule arabique, mais La Mecque et Médine restaient les lieux majeurs de rayonnement spirituel de l'islam. Chacun pouvait aller en pèlerinage dans ces lieux saints. Depuis le IXe siècle, de nombreuses sectes  chiites se sont développées à l'Est de l'Arabie, pourtant de tradition sunnite. Parmi ces sectes musulmanes, les ismaéliens, guidés par Abū-Tāhir Al-Jannābī, qui s'emparèrent de La Mecque en 930. Au XVIIe siècle, le mouvement wahhabite connut un nouvel essor, grâce à la famille royale Al Saud, et à Muhammad ibn Abd al-Wahhab. L'Arabie saoudite fut créée en 1932.

## Hanbalisme
L'école de jurisprudence (madahab) dominante de l'islam sunnite en Arabie saoudite est le Hanbalisme - la madahab la plus récente et la plus minoritaire. Environ 40 % des Saoudiens se considèrent comme de courant hanbalite. L'hanbalisme est un courant de l'islam fondé par l'imam Ahmed ibn Hanbal (780-855). Parfois décrite comme l'école de jurisprudence la plus conservatrice en ce qui concerne les rites de l'islam sunnite, le hanbalisme est toutefois la plus libérale dans les pratiques commerciales. Cette école est aujourd'hui représentée essentiellement en Arabie saoudite ou au Qatar. 

### Wahhabisme
Durant le XVIIIe siècle naît le courant réformiste du wahhabisme, se réclamant de l'école du hanbalisme. Il fut fondé par le prédicateur et théologien Mohammed ben Abdelwahhab (1703-1792), qui fut influencé par les écrits du cheykh ibn Taymiyyah. Le wahhabisme est un mouvement fondamentaliste qui prône « un retour aux pratiques en vigueur dans la communauté musulmane du prophète Mahomet et ses premiers successeurs ou califes ». 
À la différence du salafisme (qui est un mouvement d'origine égyptienne), cette pratique de l'islam conservatrice est très présente en Arabie saoudite. Dans l'usage contemporain et médiatique, le « wahhabisme » et le « salafisme » sont souvent considérés comme des termes synonymes pour désigner des mouvements d'origine différente ayant fusionné dans les années 1960. Ces deux mouvements fondamentalistes se réclament d'Ibn Taymiyya et Mohammed Ben Abdelwahhab.